# 瑟农 (默兹省)
瑟农（法語：Senon，法語發音：[sənɔ̃]）是法国默兹省的一个市镇，属于凡尔登区。

## 地理
瑟农（49°16'43"N, 5°38'29"E）面积19.89 平方千米，位于法国大東部大區默兹省，该省份为法国西北部内陆省份，北与比利时接壤，西接马恩省和阿登省，南至上马恩省和孚日省，东临默尔特-摩泽尔省。
与瑟农接壤的市镇（或旧市镇、城区）包括：卢瓦松、阿梅勒叙莱唐、埃通、福阿梅-奥尔内勒、然克雷、古兰库尔、沃东库尔。

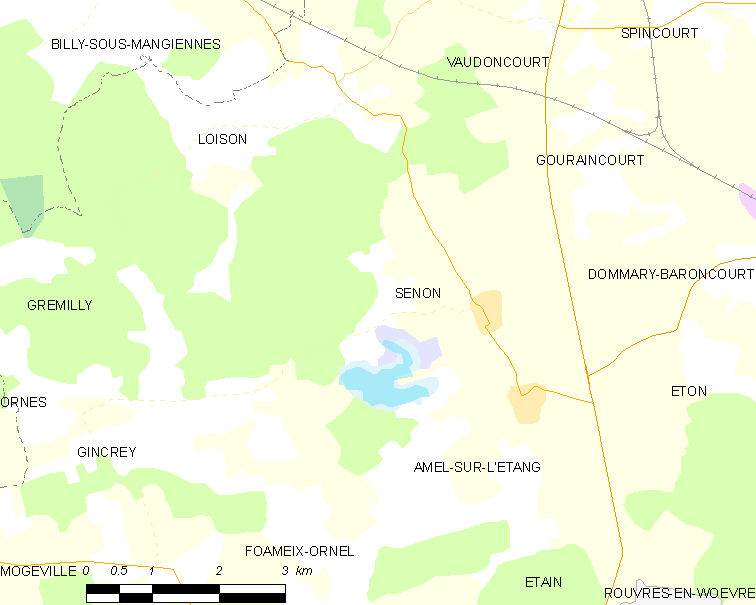
的OSM定位图

瑟农的时区为UTC+01:00、UTC+02:00（夏令时）。

## 行政
瑟农的邮政编码为55230，INSEE市镇编码为55481。

## 政治
瑟农所属的省级选区为布利尼县。

## 人口

1962-2008年间人口变化图示

瑟农于2022年1月1日时的人口数量为299人。